# Новоніколаєвка (Киштовський район)
Новоніколаєвка (рос. Новониколаевка) — присілок у Киштовському районі Новосибірської області Російської Федерації.
Входить до складу муніципального утворення Большереченська сільрада. Населення становить 18 осіб (2010).

## Історія
Згідно із законом від 2 червня 2004 року органом місцевого самоврядування є Большереченська сільрада.

## Населення
| 1926 | 2002 | 2007 | 2010 |
| ---- | ---- | ---- | ---- |
| 140  | ↘73  | ↘46  | ↘18  |